# Casino d'Interlaken
Le casino d'Interlaken est un bâtiment situé sur le territoire de la commune bernoise d'Interlaken, en Suisse. Il s'agit d'un casino de type B dont les mises et gains sont plus restreints.

## Histoire
En 1858, 33 personnes achètent à la commune un terrain de 14 hectares situés sur la rive sud de l'Aar, sur l'emplacement d'un ancien couvent augustin qui avait été détruit lors de l'instauration de la Réforme protestante.
L'année suivante, un sanatorium de lactosérum ouvre sur les lieux, ainsi qu'un Kursaal et un centre offrant des espaces de lecture, de restauration, de musique et de sport. Le kursaal est cependant fermé un mois après son ouverture, à la suite de la publication d'une loi sur l'interdiction des jeux de hasard ; le sanatorium fermera à son tour en 1898 et ne sera jamais remis en service. Les installations sont alors utilisées pendant quelque temps par une fabrique de bière avant qu'un nouveau concept d'investissement ne voit le jour, présenté par la société Kurhaus Interlaken qui avait été fondée quelques années plus tôt.
Entre 1899 et 1910, les anciens bâtiments sont convertis en une salle de concert et un théâtre, premiers éléments d'un futur centre de congrès. Le nouveau centre subira cependant de plein fouet la crise du tourisme provoquée par la Première Guerre mondiale et devra attendre les années 1920 pour lentement redémarrer. Lors de la Seconde Guerre mondiale, les bâtiments seront utilisés par l'armée suisse comme entrepôts, puis totalement rénovés progressivement dès 1946. En 1980, le congrès déménage dans un nouveau bâtiment et l'ancien kursaal est inscrit comme bien culturel suisse d'importance nationale avant d'être à son tour totalement rénové.
Le 24 octobre 2001, dans le cadre de la nouvelle loi sur les jeux d'argent, le Conseil fédéral accorde une licence B à Interlaken, permettant ainsi au nouveau casino d'ouvrir ses portes le 3 juillet 2002.

## Sources
- (de) Cet article est partiellement ou en totalité issu de l’article de Wikipédia en allemand intitulé « Casino Interlaken » (voir la liste des auteurs).